# Plagen
Plagen eller Sallingsund er en bebyggelse og et tidligere færgeleje ved Legindbjerge Plantage i Lødderup Sogn på Mors. Sallingsund er tillige et ejerlav. 
Fra Plagen var der gennem mange hundrede år færgeforbindelse med rofærge til Pinen i Salling. I 1873 blev der oprettet dampskibsforbindelse mellem Glyngøre og Nykøbing Mors. Samme år blev den gammeldags rofærge taget ud af drift. 
Færgeforbindelsen mellem Pinen og Plagen blev genoprettet som Motorfolkets Færge i 1924. Ved Sallingsundbroens åbning i 1978 blev Pinen-Plagen forbindelsen nedlagt for anden gang og færgen Plagen brugt som reservefærge på Viborg Amts overfarter i Limfjorden. 
Ved Plagen ligger Sallingsund Færgekro og Sallingsund Camping.
På Sallingsund og Omegns Museum på den gamle station i Glyngøre findes en udstilling om færgerne.